# 庄州
庄州，唐朝时设置的州。
貞觀十一年（637年）置，治所在今贵州省贵阳市南青岩附近。属黔中道。辖境约当今贵州省惠水县等地。南宋后废。